# Eagle (Nebraska)
Eagle je selo u američkoj saveznoj državi Nebraska. Prema popisu stanovništva iz 2010. u njemu je živjelo 1,024 stanovnika.